# Gonzalo Roig
Gonzalo Roig (ur. 20 lipca 1890 w Hawanie, zm. 13 czerwca 1970 tamże) – kubański muzyk i kompozytor. Studiował grę na fortepianie, teorię muzyki i solfeż w konserwatorium w Hawanie.
W 1907 r. uczestniczył w zespole (trio) grając na fortepianie i tym rozpoczął swoją karierę zawodową, zaczynając także komponować. W dwa lata później grał na skrzypcach w teatrze imienia Marti. W 1917 przebywał przez rok w Meksyku, gdzie tymczasowo pracował. W 1922 r. został jednym ze współzałożycieli orkiestry symfonicznej w Hawanie, piastując funkcję jej dyrektora, i do dziś jest uważany za pioniera ruchu symfonicznego na Kubie.
W 1927 r. został wyznaczony na dyrektora Hawańskiego Zespołu Muzycznego, gdzie wniósł swój największy wkład do kubańskiej muzyki.
W 1929 r. ufundował Orkiestrę Ignacio Cervantes'a, która to, w rok później, na zaproszenie Unii Panamerykańskiej odbyła podróż po Stanach Zjednoczonych. W 1931, podczas uczestniczenia w tworzeniu Teatru Narodowego, skomponował i wystawił (w 1932 r.) swoją zarzuelę Cecilia Valdés, najbardziej znany swój utwór, który jest uznany za najbardziej reprezentujący kubański teatr liryczny.
W 1938 r. utworzył Narodową Operę w Hawanie, którą to instytucją kierował przez kilka lat. Odbywał częste podróże zagraniczne. Był fundatorem licznych stowarzyszeń twórczych na Kubie.
Oprócz Cecilii Valdés był także twórcą wielu popularnych pieśni. 